# Ganterie grenobloise
Gant de Grenoble

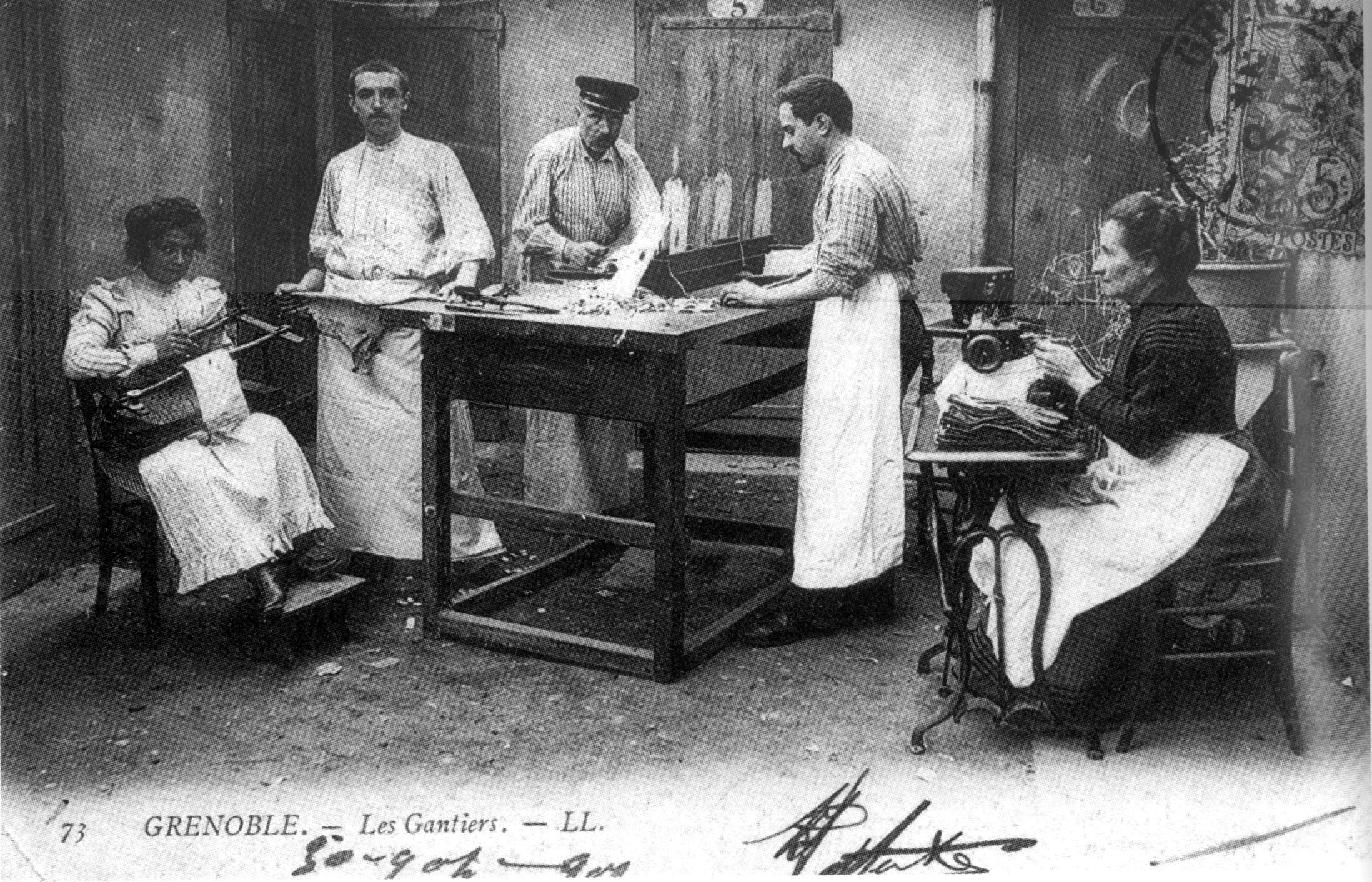
Atelier de fabrication de gants à Grenoble (carte postale de 1904)

La « ganterie grenobloise » (également connue sous le nom de « Gant de Grenoble ») évoque l'activité de fabrication de gants dans cette ville et dans sa proche agglomération, donnant ainsi à cette ville, chef-lieu de l'Isère, le titre officieux de « capitale du gant de luxe » durant la révolution industrielle.
Réputé dès l'époque moderne, l'artisanat de la ganterie grenobloise est passée à un stade supérieur dès la fin du XIXe siècle et au début du XXe siècle, lorsque de nombreux magasins à l'enseigne « Au gant de Grenoble » s'installèrent sur les avenues et places les plus élégantes de Lyon, de Paris mais aussi New York, de Moscou, de Londres et d'autres grandes villes mondiales, se référant ainsi au savoir-faire et à la qualité de la production des artisans et industriels gantiers de la ville.

## Histoire

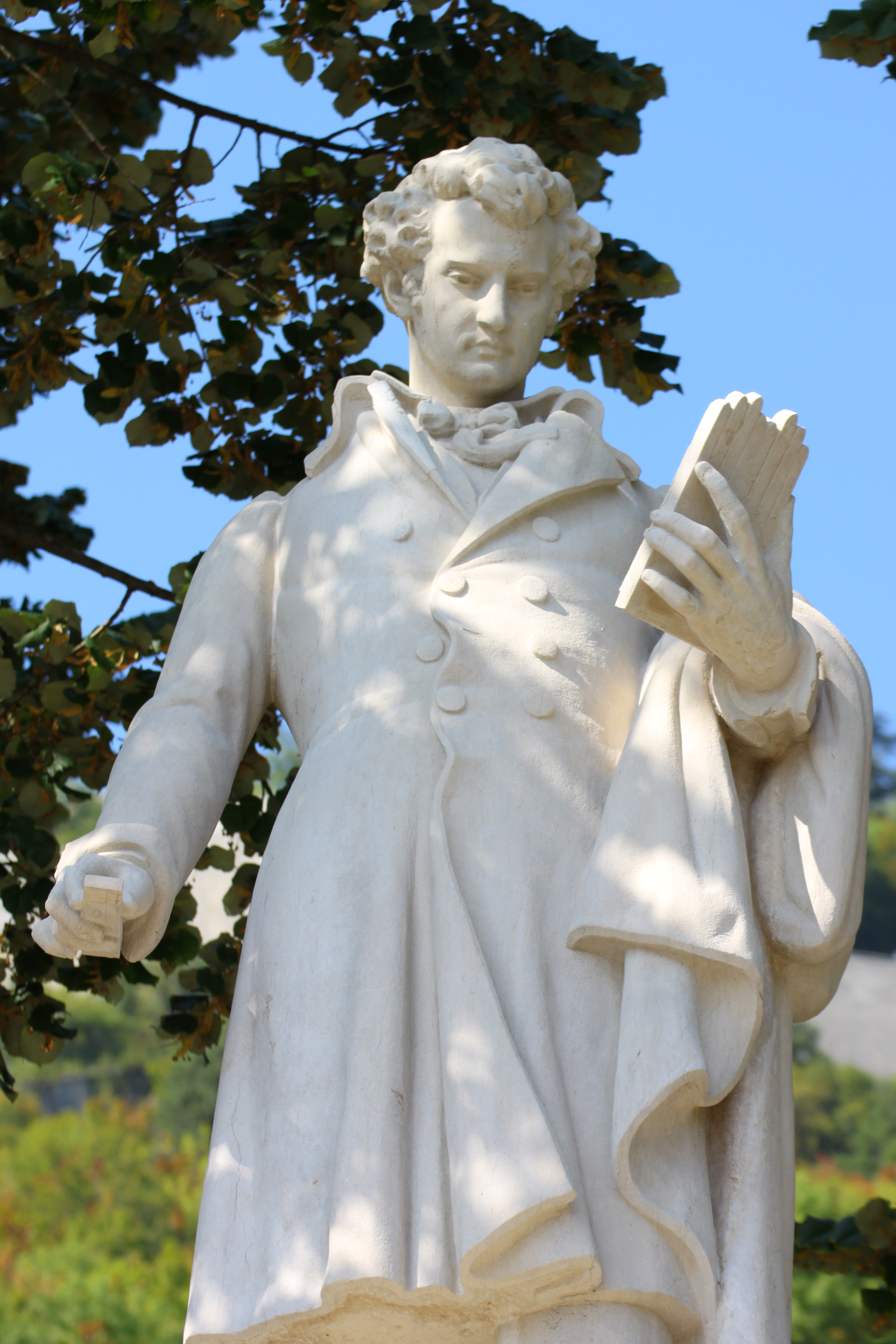
Statue de Xavier Jouvin à Grenoble.

Le gant de Grenoble qui gagna progressivement sa renommée auprès de l'aristocratie européenne puis la grande bourgeoisie mondiale, est devenu célèbre en 1606 lorsque le gantier Mathieu Robert reçut le titre de gantier-parfumeur du roi de France Henri IV. Quelques années plus tard, à la cour du roi Louis XIV, à Versailles, les courtisans répétaient à qui voulait les entendre qu'« il n’est bon gant que de Grenoble ».
Après la révocation de l'Édit de Nantes par Louis XIV en 1685, la ganterie grenobloise put profiter de l'émigration des protestants, malgré le départ de certains artisans, en parvenant à prendre l'ascendant sur la ganterie de Grasse car celle-ci était aux mains des protestants. Vers 1776, l'usage des gants s'était répandu peu à peu dans toute l'Europe et ceux de Grenoble, réputés pour leur finesse, ont réussi à se faire une réputation dans la cour des rois.
Avant la Révolution française, la profession des artisans de la ganterie était réglementée par la corporation des maitres-gantiers qui la contrôlait et régulait ainsi l’entrée dans la profession mais, avec la loi Le Chapelier qui dissout les corporations, celle-ci disparait à la fin du XVIIIe siècle. Le 17 avril 1803, les ouvriers gantiers se réunissent avec l’autorisation du maire et adoptent le premier règlement du bureau de bienfaisance en faveur des gantiers, dont André Chevalier devient l’infirmier général. Cette mutuelle d'entraide et d'assistance aux ouvriers gantiers est considérée parmi les historiens et les spécialistes du mouvement mutualiste comme la première mutuelle connue de France,,.
Le nouvel essor de la profession est dû à l’invention de Xavier Jouvin, cadet d'une dynastie de maîtres gantiers grenoblois, qui introduit en 1834 des tailles et une main de fer après avoir étudié « de très près » à la morgue l'hôpital de Grenoble les mains des morts. Son appareil de calibrage basé sur différentes tailles de mains, qu'il améliore ensuite, permet de décupler la productivité et la qualité des gants.

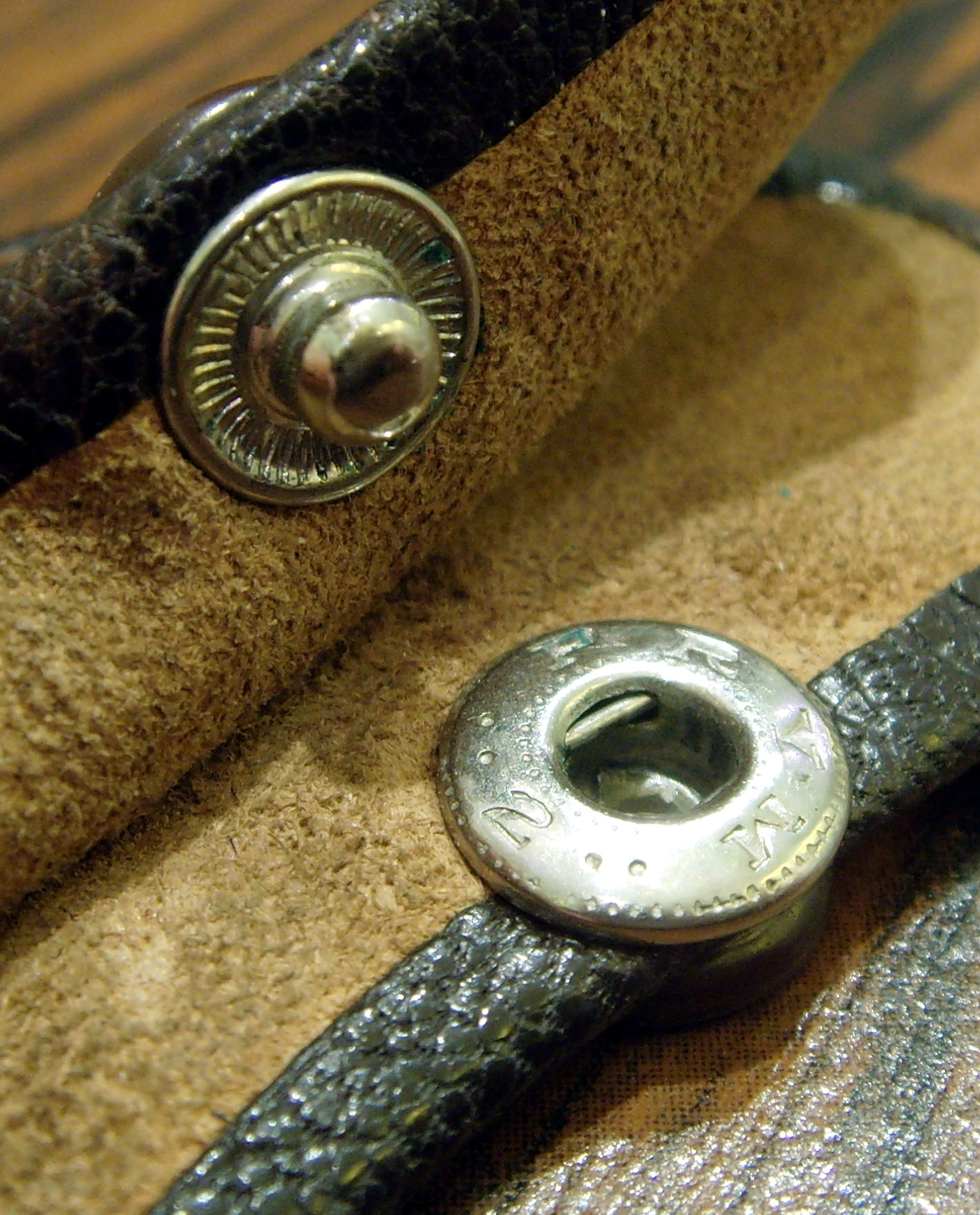
Le bouton pression.

En 1886, l'ingénieur grenoblois Albert Raymond (future entreprise ARaymond) dépose un brevet pour un procédé de fermeture à pression (ou « bouton-fermoir à ressort », plus connu sous le nom de bouton-pression) qui intéresse rapidement l’industrie gantière, et dès lors de nombreux modèles de gants fermés à l’aide de ce procédé inondent le marché, créant un effet de mode.
Réorganisés au sein de la chambre syndicale des fabricants de gants de Grenoble en 1888, les patrons gantiers tentent de prendre le contrôle de la production dans un contexte de transformation de secteur d’activité. La fin du siècle marque ainsi un tournant dans l’histoire de l’activité gantière locale. Le modèle de l’atelier artisanal perdure mais certaines maisons de ganterie acquièrent un rayonnement international faisant naitre de nouveaux besoins en matière de personnels. Dès lors les premiers projets de mise en école de la formation masculine à la ganterie voient le jour.
Dès la fin du XIXe siècle jusqu’aux années folles, les grandes entreprises grenobloises conquièrent le monde, donnant ainsi renom au fameux « gant de Grenoble », conférant le titre autant honorifique qu'officieux de « capitale du gant de luxe » à la ville française,,.
Les entreprises se multiplient jusqu’à atteindre 180 ganteries, plus une dizaine de mégisseries et une vingtaine de teintureries en peau à la fin du Second Empire. La ville compte alors 30 000 couturières et brodeuses, tandis que les coupeurs culminent un peu plus tard à 3 800 personnes en 1893 avec une production d'environ 1,5 million de douzaines de paires de gants.
La production est alors recommandée et distribuée par des agents commerciaux situés aux États-Unis, au Canada, en Australie et d'autres grandes nations occidentales. Le déclin s'est amorcé dès le début de la Seconde Guerre mondiale avec la perte des marchés anglo-saxons, même si une petite reprise de courte durée s'est amorcée après la Libération en l'absence de la concurrence allemande et tchèque, mais la concurrence italienne restée vive accentue la régression au cours des années 1950.
Depuis cette époque, l’industrie du gant grenoblois a très largement périclité avant de disparaitre presque totalement, l’évolution de la mode et la concurrence internationale, notamment asiatique, ayant eu raison de cette production locale. Toutefois il existe encore quelques établissements en 2022.

## Principales entreprises

### AuXVIIIesiècle
Avant le XIXe siècle, présenté comme le siècle d'or de la ganterie grenobloise, il existait déjà d'autres maisons de ganterie et au début du XVIIIe siècle la ville, déjà réputée pour sa production, comptait déjà une douzaine de maîtres-gantiers.
De nombreux membres de famille de Jacques Vaucanson, inventeur d'automates, né en 1709, exerçait la profession de gantiers. Claude Bovier, consul de Grenoble, qui accueillit le philosophe Jean-Jacques Rousseau lors de sa visite à Grenoble durant l'été 1768 était également maitre-gantier. Claude Romans, marchand gantier, exerça, lui aussi les fonctions de consul de Grenoble entre 1784 et 1787, indiquant là encore que les membres de cette corporation étaient estimés dignes de confiance par des citoyens de la ville.
La ganterie Francoz, présentée comme la plus ancienne ganterie de France, a été fondée en 1789 et celle-ci fut primée lors de diverses expositions universelles au cours du siècle suivants,.

### AuxXIXesiècleetXXesiècle

#### Maison Reynier
Cette fabrique de ganterie a été fondée en 1821 par Séverin Reynier, ancien associé de la maison Badier. Sa production partait en grande partie à l'étranger. Une usine, très fonctionnelle, fut bâtie rue Maréchal Dode entre la gare et le centre-ville en 1888, à proximité de l’ancienne chambre de commerce et de l’industrie.
Elle devient ainsi une des plus grosses de la ville qui prépare des peaux avec une vente au détail avec des magasins réparti dans toute la France et lance le gant de cuir lavable.

#### Mégisserie Terray
Alphonse Terray, grand père de l’alpiniste Lionel Terray, installe en 1850 des ateliers d'une importante mégisserie où l'on prépare des peaux pour fabriquer des gants au niveau de l'actuelle rue Chorier dans le quartier Berriat à Grenoble. L'entreprise est spécialisée depuis 1838 dans la fabrication du gant de Suède (de cuir suédé). Ses associés sont Paul Chaix et Joseph Reverdy.

#### Maison Perrin

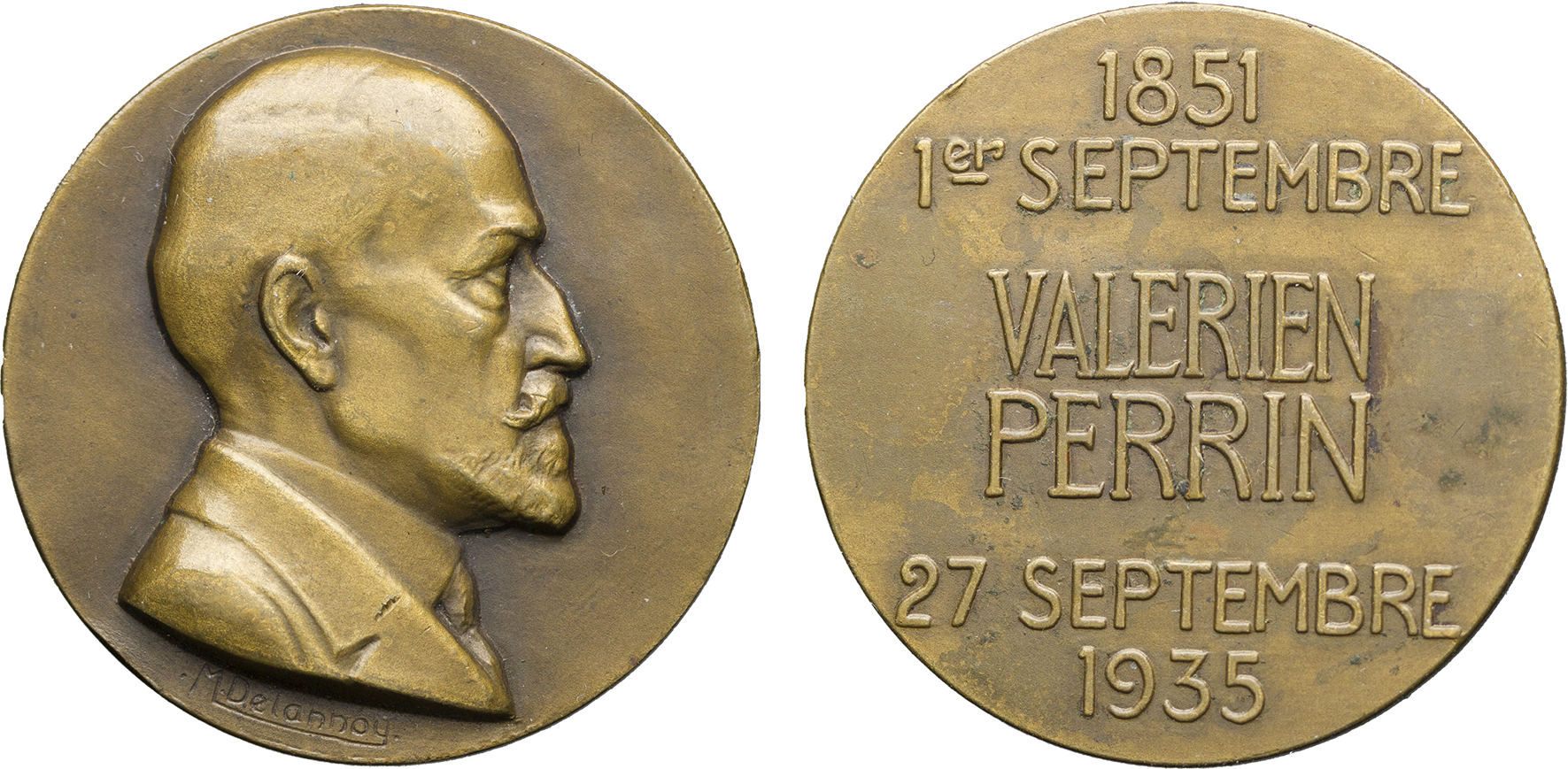
Médaille en bronze représentant Valérien Perrin, par Maurice Delannoy, frappée à la Monnaie de Paris

La société Gant Perrin a été créée en 1860 par Madame Auguste Perrin, dite Veuve Perrin, installée 1, rue du Pont-Saint-Jaime, puis rue Saint-Laurent, dans un bâtiment laissé vide par le départ de la ganterie Rouillon, puis dans le quartier de L'Aigle.
En 1908, la société, dirigée par Paul Perrin, son second fils, comptait 98 points de vente. Son troisième fils Valérien Perrin prend la direction de la société avant la première guerre mondiale et ouvre au Royaume-Uni la Golderoft Glove Company. Il décide d'élargir les productions de l'entreprise en se lançant d'autres produits textiles.

#### Établissements E. et S. Jay

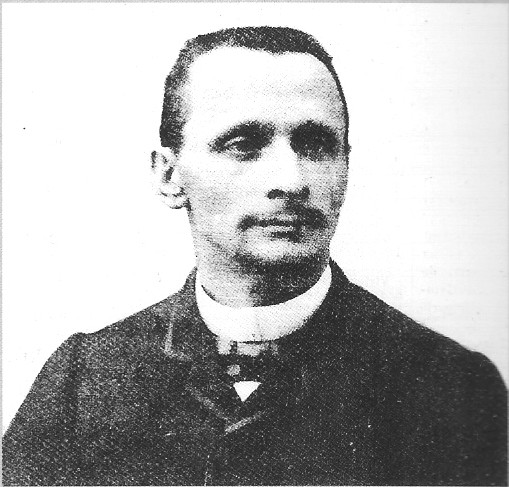
Stéphane Jay

Stéphane Jay (1853 - 1907) maitre gantier, châtelain d'Uriage, fut maire de Grenoble de 1896 à 1904 possèdent des ateliers renommés qui produisent des gants de « première et de deuxième qualité ».
La société, plus récente que la société Perrin est très renommée aux États-Unis. Sa société, ainsi que les établissements Perrin exposent ses produits à l'exposition universelle de Chicago.

#### Ganterie Fischl-frères
Cette entreprise de ganterie grenobloise a été fondée en 1903 par les frères Rodolphe et Max Fischl, immigrés de l'Empire austro-hongrois à la fin du XIXe siècle. En juin 1929, en prévision de l’ouverture d’une nouvelle usine près de la rue de New-York, l’entreprise présente sa future devise « Livrer vite et bien » mais sous l’effet de la crise, celle-ci est finalement modifiée, pour devenir : « Sa qualité fait sa valeur ». Au centre de l’affiche où s'inscrit ce slogan, « le petit poisson », fischlein en allemand), est la marque commerciale de l’entreprise.
D'origine juive, les frères Fischl subissent le contrecoup des lois antisémites édictées par le Régime de Vichy, telles que la loi du 3 octobre 1940 et la loi du 2 juin 1941. Une lettre fut cependant adressée directement au maréchal Pétain par les membres du comité social d’entreprise de la ganterie afin de ne pas mettre fin à l'activité des deux frères et en vantant leurs mérites de patrons « justes et bons », en rappelant également le patriotisme de l’un d’eux qui s’était engagé en tant que légionnaire durant la Première Guerre mondiale. La ganterie fit cependant partie des biens spoliés par l'État mais personne n'en fit l'acquisition,.

#### Ganterie Vallier
Le principal site industriel de la ganterie Vallier, fondé en 1903, est situé entre les 8 et 12 de la rue Jean-Prévost à Grenoble et l'immeuble qui abrita les ateliers est encore visible au XXIe siècle. Initiateurs d’une maison de retraite pour leurs ouvrières, la famille Vallier a réparti l'héritage entre leurs salariés.

#### Les autres entreprises
Le catalogue de la corporation des gantiers de Grenoble, édité en 1887 par Gabriel Dupont et élaboré par Xavier Roux, présente alors les différents noms des entreprises artisanales et industrielles de ganterie sur la place de Grenoble. S'il évoque les maisons Jouvin, Terray, Reynier, Perrin et Jay, l'auteur cite également les maisons Borel (anciens établissement Aimé Abraham et Cie), la maison Bondat, successeur de la maison Jouvin, la maison Rouillon, fondée en 1746 (la plus ancienne maison à la date de l'édition du catalogue), la maison Francoz, fondée en 1789, la maison J-R Morley et la maison Dents, Allcroft et Cie (en), toutes deux d'origine britannique, la maison Forster, créée par un citoyen américain, sans oublier les maisons Paul Chion, E. Calvat fils (fils d'un ancien maire de Grenoble), Charlon et Cie, Rochat, Léon Torrant et Félix Combe. Il existait, en outre, de nombreuses autres entreprises liées au travail de la ganterie, telles que des teintureries de peaux de gant.

Quelques photos des bâtiments industriels de la ganterie grenobloise
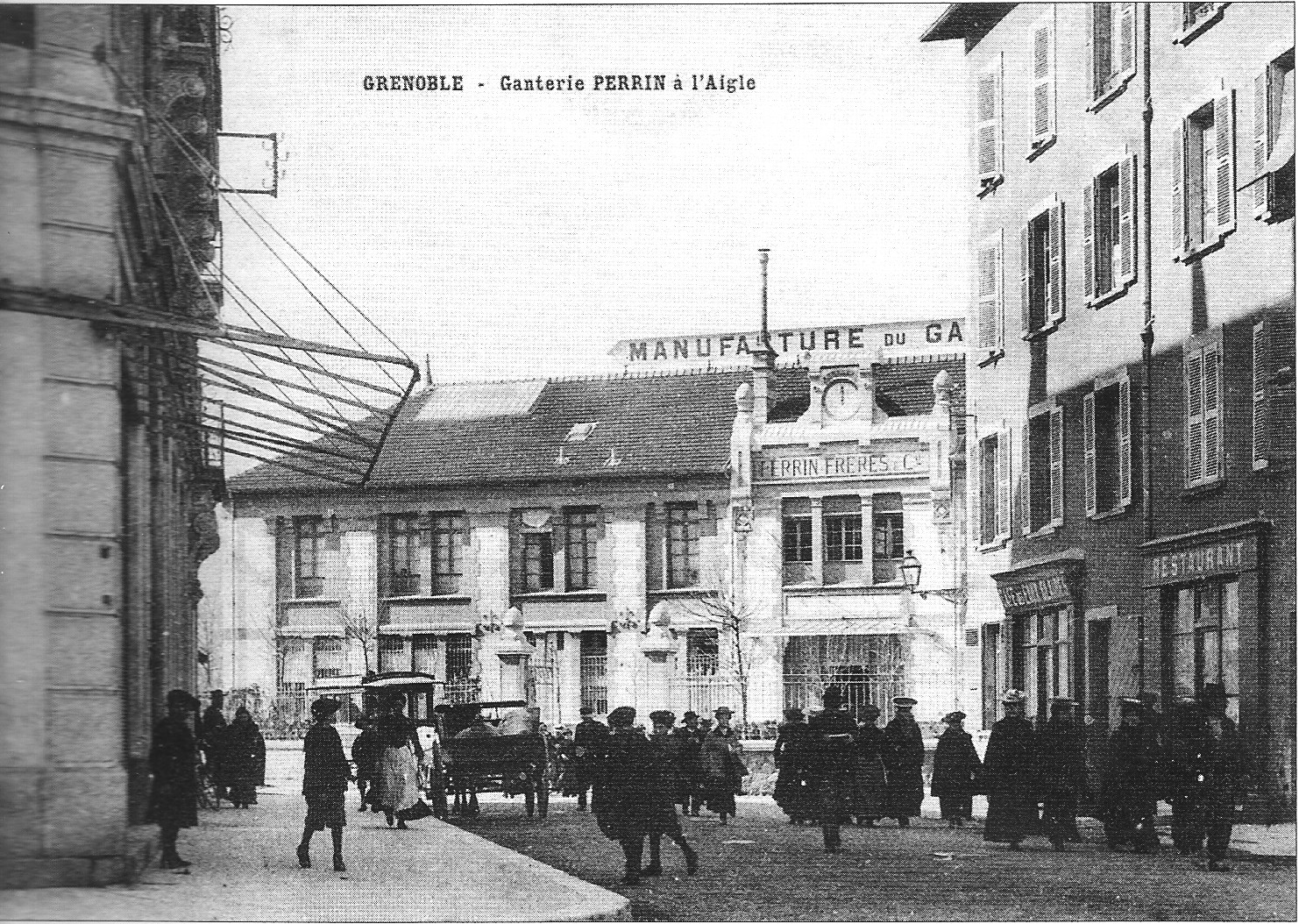
Ganterie Perrin dans le quartier de l'Aigle en 1910
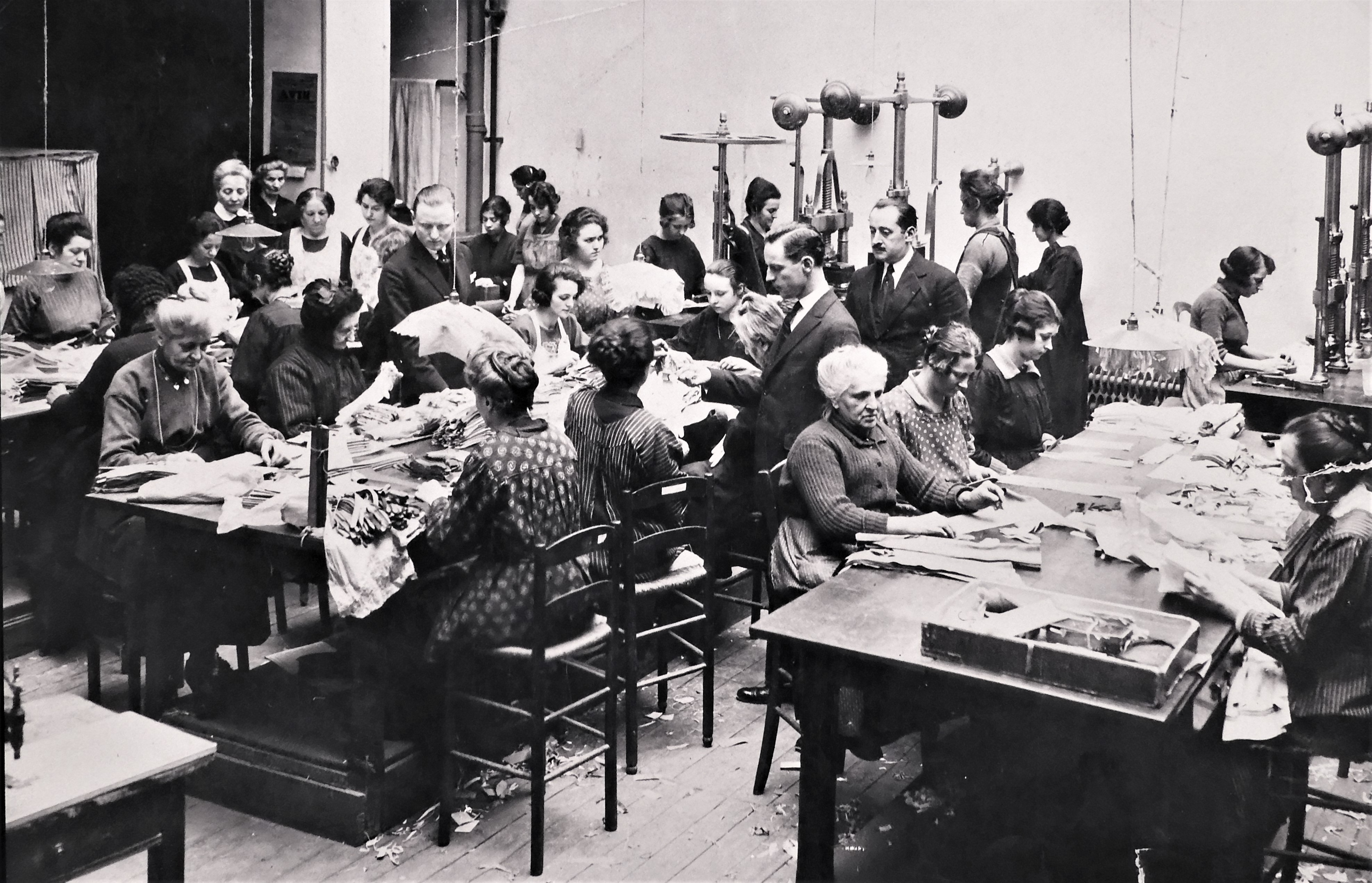
Atelier de la ganterie Jay en 1924
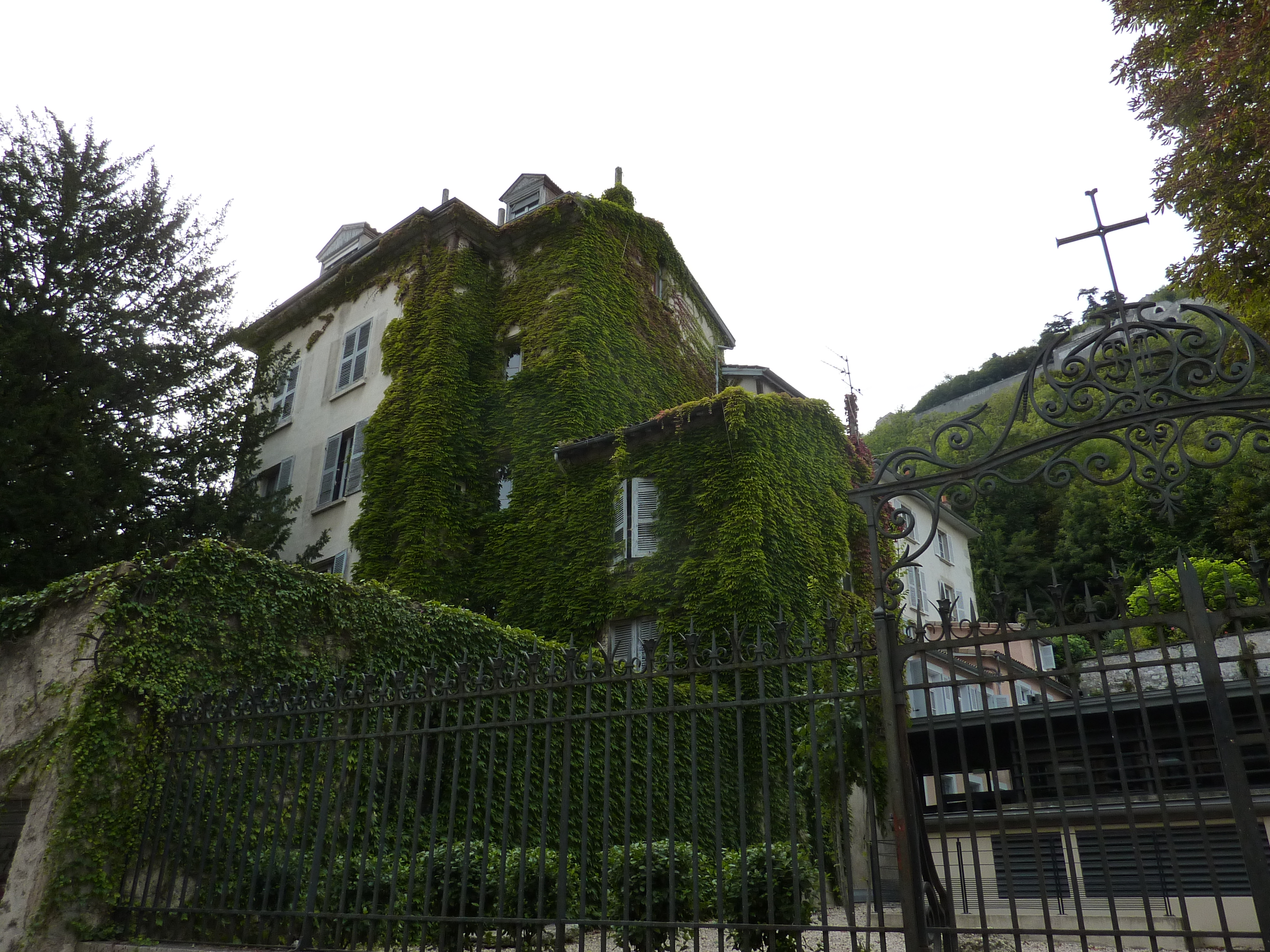
Ancienne manufacture des gants Jouvin en 2013
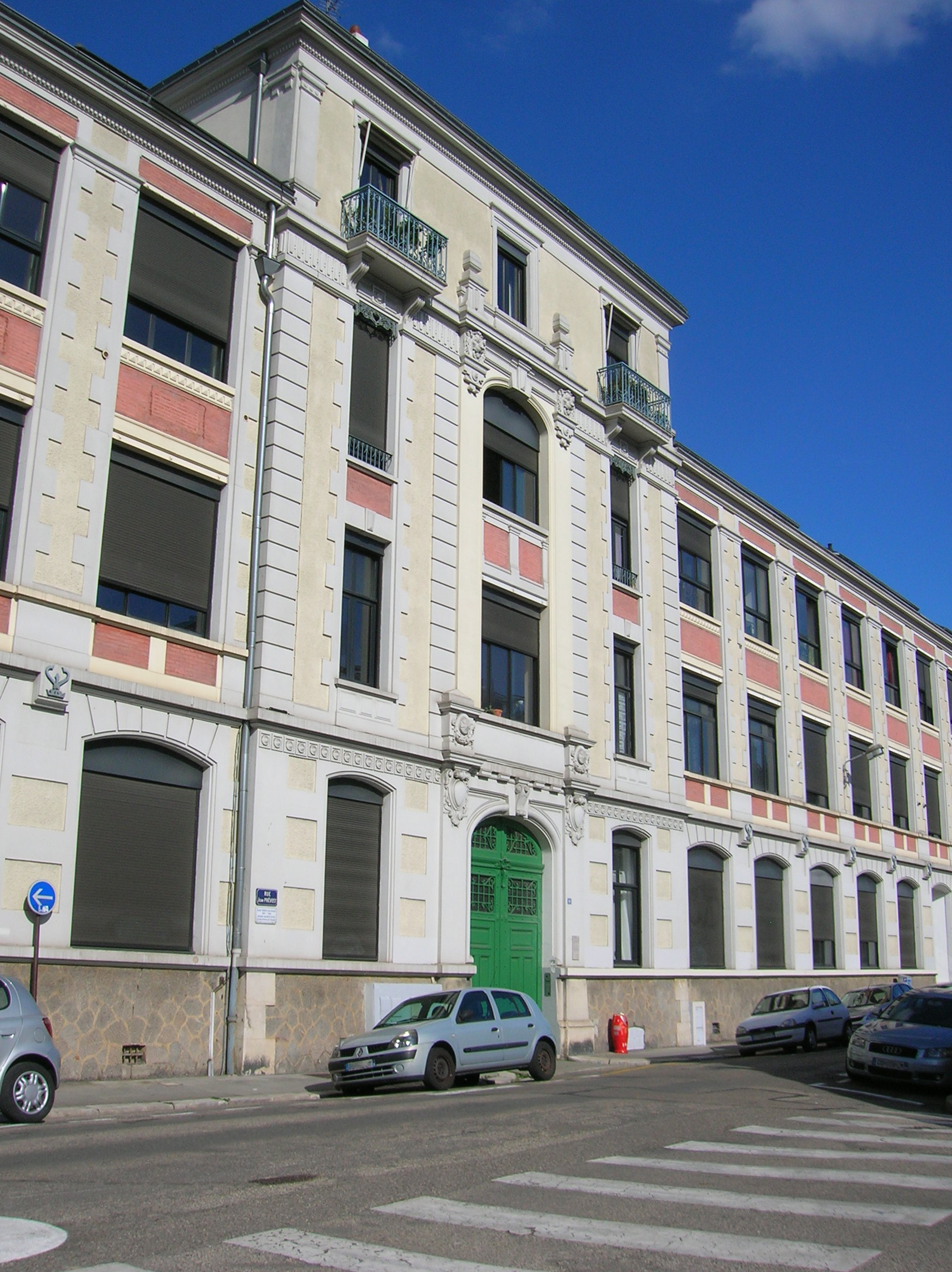
Immeuble de l'ancienne ganterie Vallier en 2014
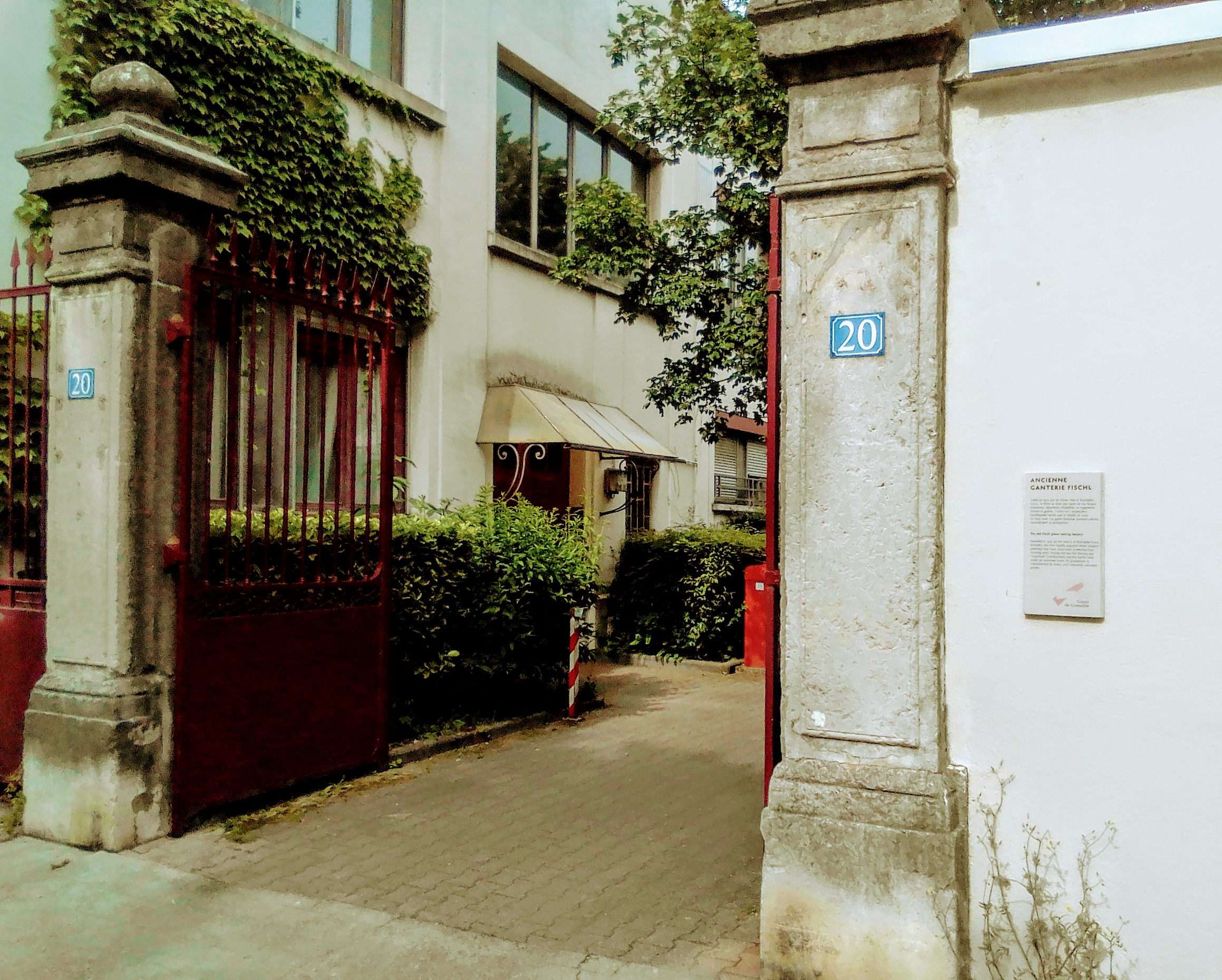
Entrée du site de la ganterie Fischl en 2022
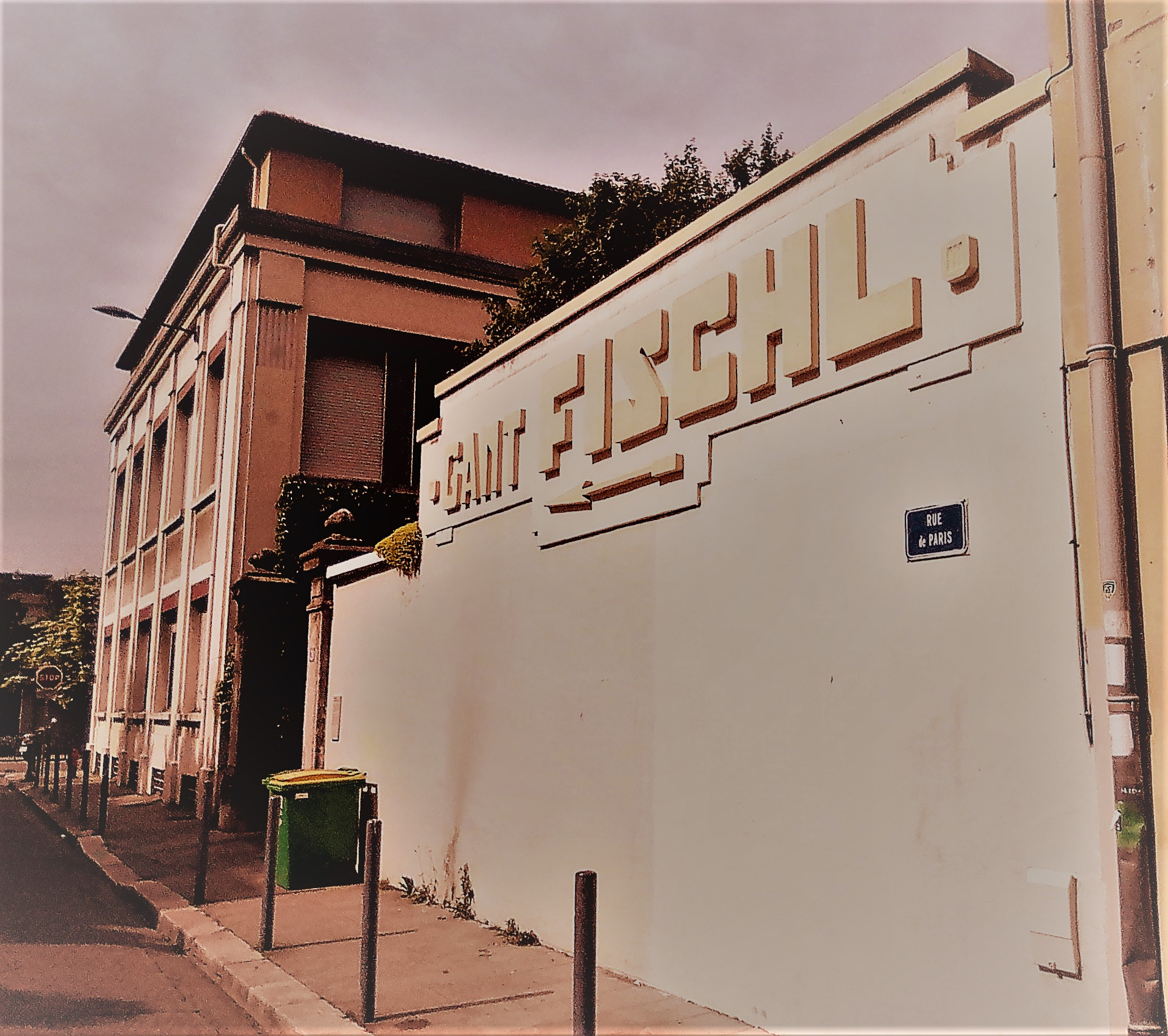
Site de la ganterie Fischl en 2022

### AuXXIesiècle
La ganterie Marianne, spécialisée dans la création de gants en chevreau, dirigée par Marie-Anne Jacquemoud-Collet et ancienne couturière de la maison Noturno , a fermé ses portes en 2017. Celle-ci avait produit ses articles « fait main » pour le cinéma avec des productions comme La Reine Margot, ou la série de télévision Les Rois maudits. Marie-Anne Jacquemond a également fabriqué les gants du personnage de Louis XIV pour la série télévisée Versailles ainsi que des gants pour la comédie musicale Roméo et Juliette,.
La ganterie Lesdiguières-Barnier, dont l'origine remonte à 1885 pour les gants Barnier et à 1893 pour les gants Lesdiguières, dirigée et gérée depuis 1979 par Jean Strazzeri et son épouse, a une boutique située rue Raoul-Blanchard à Grenoble. Jean Strazzeri devient meilleur ouvrier de France en 2000 et il obtient le label « Entreprise du patrimoine vivant (EPV) » en 2008. Cette ganterie a annoncé fin février 2025 une opération de liquidation mettant fin à son exercice en mars 2025, cette ganterie ayant fait savoir qu'elle ne trouvait plus de mégissier spécialisé dans le cuir de chevreau,qui était sa marque de fabrique avec environ 200 à 250 paires de gants en chevreau produits par mois (source : "francebleu.fr", 11 février 2025) .   
La société FST Handwear est créée en 2008 par deux Grenoblois qui veulent relancer le gant en tant que vêtement de mode, la principale motivation de cette action étant que le gant devienne un support d’expression artistique. La ganterie propose des produits qui sont vendus dans plus de 350 boutiques en France et en Europe.

## Patrimoine et culture populaire

### Évocations
Jean-Marie Roland de La Platière, économiste et homme d’État français, député et ministre durant la Révolution française, évoque l'industrie gantière dans l'Encyclopédie méthodique, publiés entre 1780 et 1784 et dont il est un des collaborateurs. Il y écrit notamment:
« La fabrique de Grenoble est la seule qui soit qui corresponde directement avec les nations étrangères. »

Gaston Donnet, journaliste, collaborateur du journal grenoblois Le Petit Dauphinois est l'auteur d'un ouvrage consacré au Dauphiné, illustré par Eugène Charpenay et publié par la Société Française d’Édition d’Art en 1900. Il y évoque le gant de Grenoble en ces termes :
« Une peau est là devant vous, fraîchement tirée de la bête. Il s’agit de faire un gant. Peu commode. Il faut d’abord la tendre, cette peau – et puis la palissonner pour qu’elle acquière suffisamment de grain et de finesse. Ceci achevé, on la coupe, délicate opération, d’où sort la pièce prête à être cousue. Coudre est besogne féminine. Dans la province entière, en Mateysine, en Chartreuse, en Graisivaudan, jeunes et vieilles ne sont que couseuses… partout la machine à coudre qui tic-taque... »

### Musées

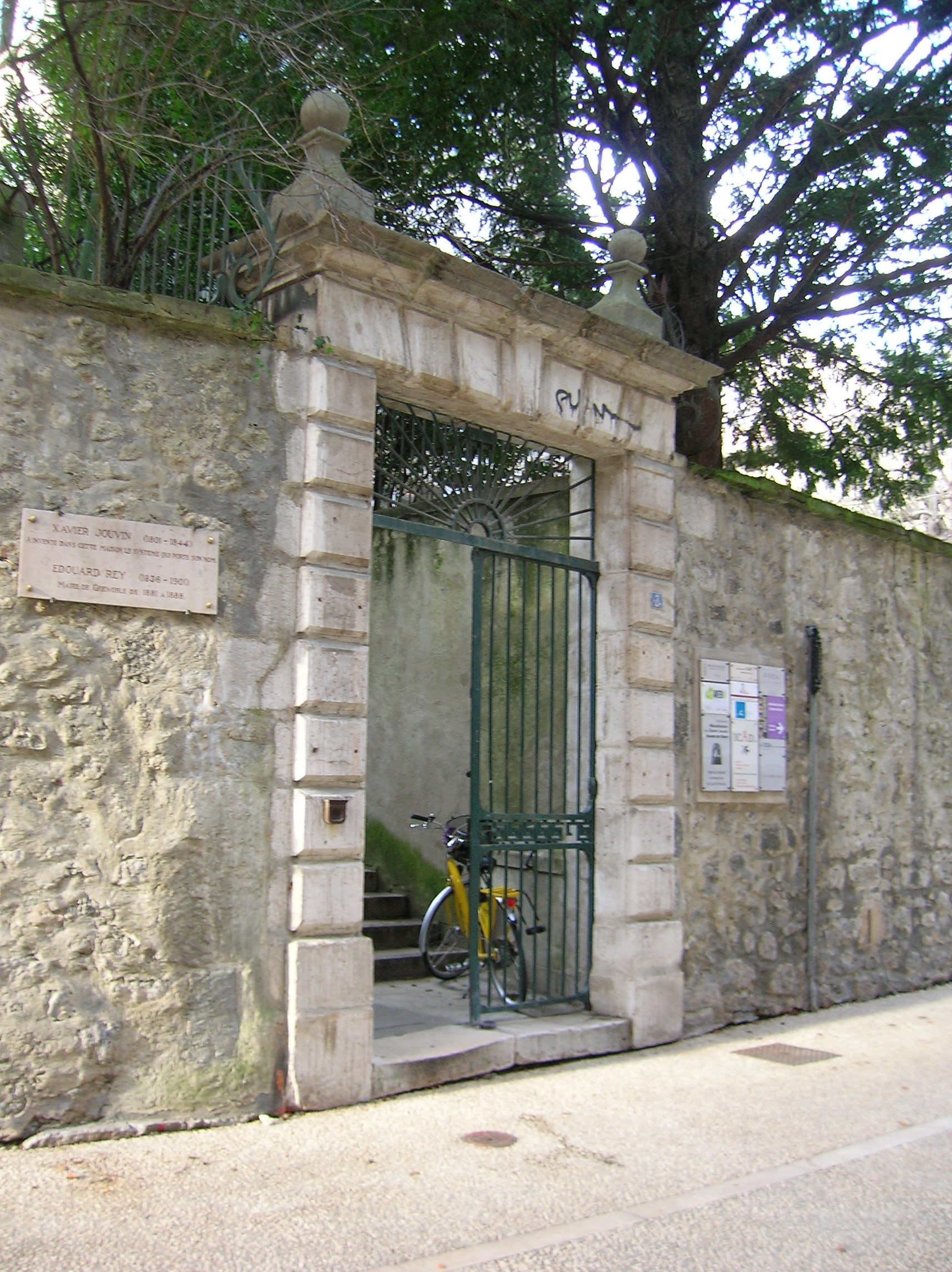
Entrée du musée de la ganterie de Grenoble

Le musée de la Ganterie de Grenoble est installé dans l'ancienne Manufacture des Gants Jouvin, située au début de la rue Saint-Laurent, près de la rive droite de l'Isère, non loin de la place qui porte le nom du célèbre manufacturier.
Le musée Arhome créé en 2005 à l'occasion du 140e anniversaire de l'entreprise, possède une collection liée à la ganterie grenobloise puis au développement de l'automobile en retraçant l'histoire des établissements Raymond.

### Expositions
L'exposition au Musée dauphinois, situé à Grenoble, dénommée Fait main. Quand Grenoble gantait le monde, évoque du 25 mars 2022 au 27 mars 2023, l'histoire de l'industrie gantière de Grenoble avec de nombreux documents, dont des vidéos et des affiches d'époque,.

### Association
Il existe une association dénommée « Association de sauvegarde et de promotion du gant de Grenoble (ASP2G) » dont le but est de « lutter contre l'oubli du fabuleux patrimoine des gantiers grenoblois qui ont assuré le rayonnement international de la ville de Grenoble et sa prospérité économique ». Son siège est fixé rue Lesdiguières à Grenoble. Les membres de cette association désirent également publier un Dictionnaire de la ganterie grenobloise.